# امامزاده جعفر (اصفهان)
امامزاده جعفر که با نام بقعه جعفریه هم خوانده می‌شود در اصفهان جای گرفته و با شمارهٔ ثبت ۱۹۸ به‌عنوان یکی از آثار ملی ایران به ثبت رسیده‌است.
این بنا در شمار بناهای زیبایی آغاز سده هشتم هجری است و آرامگاه جعفر بن مرتضی از مشاهیر آن دوره است. دو سنگ‌نبشته در نمای برونی برج جعفریه نقش است است. سنگ‌نبشته نخست به خط کوفی و دومین به خط ثلث سفید بر روی کاشی معرق لاجوردی نقش شده و در درون برج سنگ آرامگاه که دربردارنده سنگ‌نبشته و نام و نشان صاحب قبر است، باقی مانده‌است. گنبد اصلی بقعه هرمی شکل بوده‌است. بخش پایین گنبد از هشت گوش تشکیل شده‌است. در پایین کتیبه گیلوئی گنبد تاریخ ۷۲۵ هجری قمری به خط ثلث ثبت شده‌است.